# Лучки (Сумская область)
Лучки (укр. Лучки) — посёлок,
Роменский городской совет,
Сумская область,
Украина.
Код КОАТУУ — 5910790005. Население по переписи 2001 года составляло 438 человек .

## Географическое положение
Посёлок Лучки примыкает к городу Ромны.
Через посёлок проходит автомобильная дорога Р-60.

## Экономика
- Молочно-товарная и птице-товарная фермы.